# Royal Rumble (2018)
Royal Rumble 2018 fue la trigésima primera edición de Royal Rumble, un evento pago por visión de lucha libre profesional, producido por la WWE. El evento tuvo lugar el 28 de enero de 2018 desde el Wells Fargo Center en Filadelfia, Pensilvania. Este evento es la tercera vez en realizarse en Filadelfia tras las ediciones de 2004 y 2015 y la cuarta en el estado de Pensilvania.
El evento es notable por presentar el primer Royal Rumble match femenino, y en consecuencia, dos Royal Rumble matches, y también por la aparición de la expeleadora de UFC Ronda Rousey, confirmando oficialmente que ella había firmado a tiempo completo con la WWE.

## Producción

### Antecedentes
Como es tradición, el evento fue destacado por el Royal Rumble match de 30 hombres, en el cual el ganador recibe una lucha por un campeonato mundial en WrestleMania 34 por el campeonato de su marca, ya sea el Campeonato Universal de la WWE de Raw o el Campeonato de la WWE de SmackDown Live. En el episodio del 18 de diciembre de 2017 de Raw, Elias se convirtió en el primer luchador en anunciar su participación en el Royal Rumble match masculino. En el episodio del 26 de diciembre de 2017 de SmackDown Live, Randy Orton y Shinsuke Nakamura anunciaron su participación. El 1 de enero de 2018, el agente libre John Cena y Finn Bálor de Raw anunciaron su participación en la lucha en Twitter y Raw, respectivamente. La noche siguiente en SmackDown Live, Baron Corbin anunció su participación. En el siguiente Raw, Matt Hardy, Samoa Joe y Bray Wyatt anunciaron su participación en la lucha. Sin embargo, Joe se lastimó el pie en una lucha contra Rhyno más tarde esa noche, lo que lo excluyó del WWE Mixed Match Challenge y el Royal Rumble match. La noche siguiente en SmackDown Live, Rusev y Aiden English anunciaron su participación en la lucha, seguido por Apollo Crews y Titus O'Neil la semana siguiente en Raw. La semana siguiente, justo antes de Raw 25, The Miz anunció su participación en Twitter, seguido por Tye Dillinger y The New Day (Big E, Kofi Kingston y Xavier Woods) al día siguiente en Twitter y SmackDown Live, respectivamente.
El evento también albergó el primer Royal Rumble match femenino, en el que la ganadora recibe una lucha por un campeonato femenino en WrestleMania 34 por el campeonato de su marca, ya sea el Campeonato Femenino de Raw o el Campeonato Femenino de SmackDown. Después de Survivor Series, varias mujeres de NXT fueron promovidas a las listas principales. En el episodio del 20 de noviembre de 2017 de Raw, Paige, que había estado fuera por una lesión desde junio de 2016, regresó junto con las debutantes en el plantel principal desde NXT Mandy Rose y Sonya Deville, formando el grupo heel Absolution
, mientras que de manera similar en el episodio del 21 de noviembre de SmackDown Live, Ruby Riott, Liv Morgan y Sarah Logan de NXT hicieron su debut en el plantel principal como el grupo heel The Riott Squad. Durante las siguientes semanas, ambos tríos atacaron a las mujeres de sus respectivas marcas tras bastidores y durante o después de luchas. En el episodio del 18 de diciembre de Raw, Stephanie McMahon anunció el primer Royal Rumble match femenino para Royal Rumble 2018 con la ganadora recibiendo un combate en WrestleMania 34 por el campeonato femenino de su marca: el Campeonato Femenino de Raw o el Campeonato Femenino de SmackDown. En el episodio del 1 de enero de 2018 de Raw, el gerente general de Raw, Kurt Angle, anunció que el Royal Rumble match femenino tendría todas las mismas reglas que el masculino, incluyendo 30 participantes. Naomi se convirtió en la primera en anunciar su participación, seguida por Asuka, Natalya, Ruby Riott, Sasha Banks, Bayley, Sonya Deville, Mandy Rose, Paige, Carmella, Lana, Tamina, Liv Morgan, Sarah Logan, Mickie James, Nia Jax, Becky Lynch, Alicia Fox y Dana Brooke. Debido a lesiones, Paige y Fox fueron luego retiradas de la lucha.
En el episodio del 16 de octubre de 2017 de Raw, Kane, quien fue visto por última vez en diciembre de 2016, regresó durante el evento principal en el Steel Cage match entre Roman Reigns y Braun Strowman y ayudó a Strowman a derrotar a Reigns. Luego, Kane fue agregado al equipo de The Miz, que incluía a Strowman, en el Tables, Ladders & Chairs match en TLC: Tables, Ladders & Chairs. Durante la lucha, Strowman accidentalmente golpeó a Kane con una silla, lo que provocó que Kane se volviera contra él y lo arrojara en la parte trasera de un camión de basura; su equipo finalmente perdió. Strowman regresó en el episodio del 30 de octubre, y durante las siguientes semanas, los dos se atacaron mutuamente, lo que causó que una lucha programada entre los dos para el episodio del 13 de noviembre no ocurriera, y Strowman realizara un Running Powerslam en Kane a través del ring. Esto llevó a otra lucha entre los dos en el episodio del 11 de diciembre para determinar el contendiente número uno contra Brock Lesnar por el Campeonato Universal de la WWE en Royal Rumble, pero la lucha terminó en un doble conteo fuera. La semana siguiente, Kurt Angle programó un Triple Threat match entre los tres por el Campeonato Universal de la WWE en Royal Rumble.
En Clash of Champions, Kevin Owens y Sami Zayn derrotaron a Randy Orton y Shinsuke Nakamura para retener sus trabajos en un combate que incluyó al comisionado de SmackDown Live Shane McMahon y al gerente general de SmackDown Live Daniel Bryan como árbitros invitados especiales. Durante la lucha, hubo controversia entre Shane y Bryan, lo que resultó en que Bryan diera un conteo rápido para que Owens y Zayn ganaran. En el episodio del 26 de diciembre de 2017 de SmackDown Live, Bryan programó a Owens para enfrentarse al Campeón de la WWE AJ Styles en un combate no titular como el evento principal, para desaprobación de Shane, quien consideró que Owens no debería estar en el evento principal, o frente al Campeón de la WWE. Ese combate terminó cuando Zayn interfirió, otorgándole a Owens la victoria. La semana siguiente, Zayn vencería a Styles en otra lucha no titular después de la interferencia de Owens. Enfurecido por las derrotas consecutivas, Styles en modo sarcástico solicitó un 2-on-1 Handicap match contra Owens y Zayn, que Bryan concedió y programó para Royal Rumble, con la estipulación adicional de que Styles defendería el Campeonato de la WWE.
En el episodio del 18 de diciembre de 2017 de Raw, el compañero de equipo de The Shield de Seth Rollins, Dean Ambrose, fue lesionado por Samoa Joe, luego de un combate por equipos de seis hombres que enfrentó a Ambrose, Rollins y Jason Jordan contra Joe y los Campeones en Parejas de Raw Cesaro y Sheamus. La semana siguiente, a pesar de que ambos querían enfrentarse a Joe, el gerente general de Raw, Kurt Angle, hizo que Jordan y Rollins hicieran equipo para enfrentar a Cesaro y Sheamus por el Campeonato en Parejas de Raw. Jordan y Rollins derrotarían a Cesaro y Sheamus por el título. En el episodio del 8 de enero de 2018 de Raw, Cesaro y Sheamus confrontaron a Angle sobre su revancha contractual, y Angle la programó para Royal Rumble.
En Clash of Champions, The Usos (Jey & Jimmy Uso) retuvieron el Campeonato en Parejas de SmackDown en un Fatal 4-Way match contra Rusev & Aiden English, Big E & Xavier Woods de The New Day, y Chad Gable & Shelton Benjamin. En el siguiente episodio de SmackDown Live, Gable y Benjamin obtuvieron una victoria sobre The Usos en un combate no titular, y fueron galardonados con una lucha por el campeonato en el episodio del 2 de enero de 2018, donde derrotaron a The Usos; sin embargo, Jimmy Uso no era el hombre legal, y así la lucha se reinició y The Usos ganó. La semana siguiente, Gable y Benjamin confrontaron al gerente general de SmackDown Live Daniel Bryan por el incidente. Después de preguntar si tendrían que vencer a The Usos dos veces en la misma noche, Bryan decidió que en Royal Rumble, The Usos defenderían el Campeonato en Parejas de SmackDown contra Gable y Benjamin en un 2-out-of-3 Falls match.
El 26 de enero, se anunciaron tres combates para el pre-show de Royal Rumble. Para SmackDown Live, se anunció que el Campeón de los Estados Unidos Bobby Roode tendría un desafío abierto para el título. Se programaron dos enfrentamientos por equipos para Raw: una lucha entre Luke Gallows & Karl Anderson y The Revival (Dash Wilder & Scott Dawson), y un combate por equipos de seis hombres para la división peso crucero con Kalisto, Gran Metalik y Lince Dorado contra Drew Gulak, TJP y Gentleman Jack Gallagher.

### Cancelaciones
Se promovieron otros dos combates para el evento, pero luego fueron removidos.
El primero fue la final del torneo por el Campeonato de los Estados Unidos vacante de SmackDown Live. Originalmente programado para el evento, las finales tuvieron en el episodio del 16 de enero de SmackDown Live, donde Bobby Roode derrotó a Jinder Mahal para ganar el título.
El segundo fue una lucha de campeonato para la marca Raw, donde el Campeón Peso Crucero, Enzo Amore, estaba programado para defender el título contra Cedric Alexander. Sin embargo, después de que Amore fue suspendido por la WWE el 22 de enero debido a acusaciones de acoso sexual y agresión sexual, el encuentro fue cancelado. Amore fue despedido al día siguiente y el título quedó vacante.

## Resultados
- Kick-Off: Kalisto, Gran Metalik & Lince Dorado derrotaron a TJP, Jack Gallagher & Drew Gulak (13:20).[35][36]
  - Kalisto cubrió a TJP después de un «Salida del Sol»
- Kick-Off: The Revival (Dash Wilder & Scott Dawson) derrotaron a Luke Gallows & Karl Anderson (9:10).[35][37]
  - Wilder cubrió a Anderson después de un «Chop Block».
- Kick-Off: Bobby Roode derrotó a Mojo Rawley y retuvo el Campeonato de los Estados Unidos (7:45).[35][38]
  - Roode cubrió a Rawley después de un «Glorious DDT».
- AJ Styles derrotó a Kevin Owens & Sami Zayn en un 2-on-1 Handicap Match y retuvo el Campeonato de la WWE (15:55).[39][40]
  - Styles cubrió a Owens con un «Roll-Up».
  - Durante la cuenta, Owens no era el luchador legal.
- The Usos (Jey Uso & Jimmy Uso) derrotaron a Shelton Benjamin & Chad Gable en un 2-out-of-3 Falls Match y retuvieron el Campeonato en Parejas de SmackDown (13:55).[39][41]
  - Jey cubrió a Gable después de un «Double Superkick» [1-0] (9:57).
  - Jimmy cubrió a Benjamin con un «Small Package» [2-0] (13:55).
- Shinsuke Nakamura ganó el Men's Royal Rumble Match (1:05:27).[42][43]
  - Nakamura eliminó finalmente a Roman Reigns, ganando la lucha.
  - Como resultado, Nakamura recibiría una oportunidad por el Campeonato Universal de la WWE o el Campeonato de la WWE en WrestleMania 34.
  - Durante el encuentro, Baron Corbin atacó a Finn Bálor, Rusev y Heath Slater tras haber sido eliminado.
  - Durante el encuentro, Heath Slater tardó en ingresar a la lucha porque fue atacado por Baron Corbin y luego por Elias, Andrade "Cien" Almas, Bray Wyatt y Sami Zayn mientras hacían su entrada respectivamente.
  - Este fue el regreso de Rey Mysterio a la WWE después de 3 años.
- Cesaro & Sheamus derrotaron a Seth Rollins & Jason Jordan y ganaron el Campeonato en Parejas de Raw (12:50).[39][44]
  - Cesaro cubrió a Rollins después de un «White Noise».
  - Durante el combate, Jordan abandonó a Rollins.
- Brock Lesnar (con Paul Heyman) derrotó a Kane y Braun Strowman y retuvo el Campeonato Universal de la WWE (10:55).[39][45]
  - Lesnar cubrió a Kane después de un «F-5» sobre una silla.
- Asuka ganó el Women's Royal Rumble Match (58:57).[46][47]
  - Asuka eliminó finalmente a Nikki Bella, ganando la lucha.
  - Después del encuentro, Ronda Rousey apareció para confrontar a Asuka, Charlotte Flair y Alexa Bliss.
  - Antes del encuentro, Maria Menounos presentó a las primeras participantes, mientras que Stephanie McMahon fungió como comentarista.
  - Durante el encuentro, Vickie Guerrero atacó a Carmella mientras hacía su entrada.
  - Ésta fue la primera vez que se realizó un Royal Rumble match femenino en la WWE.
  - Como resultado, Asuka recibiría una oportunidad por el Campeonato Femenino de Raw o el Campeonato Femenino de SmackDown en WrestleMania 34.

## Royal Rumble: entradas y eliminaciones
El color rojo ██ indica las superestrellas de Raw, azul ██ indica las superestrellas de SmackDown Live, amarillo ██ indica las superestrellas de NXT, gris ██ indica las superestrellas miembros del WWE Hall of Fame, sin color indica las superestrellas que son agentes libres. Cada participante entraba en intervalos de 90 segundos (1 minuto y 30 segundos).

### Royal Rumble masculino

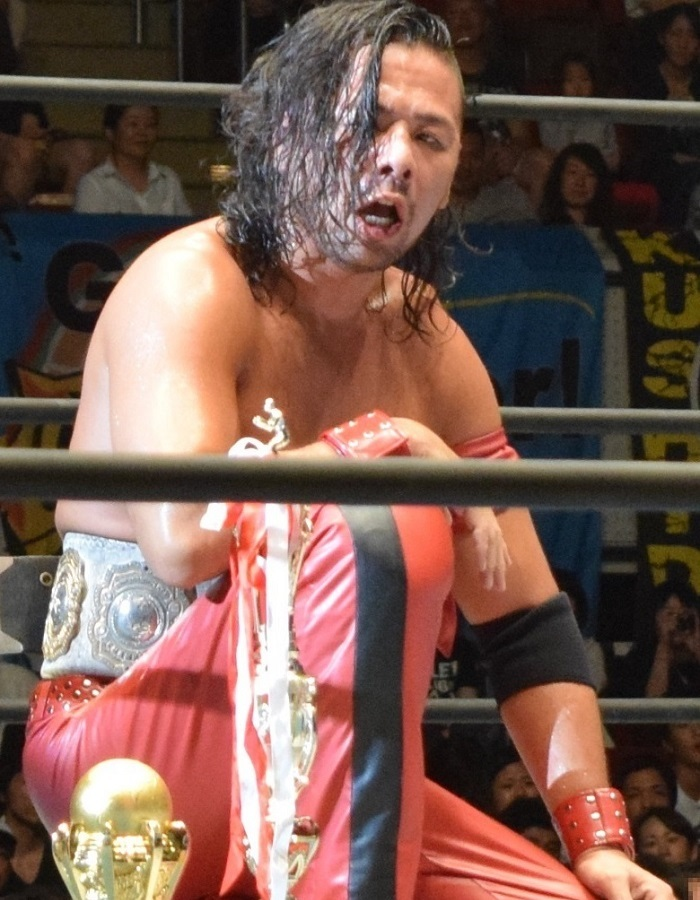
Shinsuke Nakamura, ganador del Royal Rumble 2018 masculino.

| Entradas | Entradas             | Eliminado por | Eliminado por    | Elim. | Tiempo. |
| -------- | -------------------- | ------------- | ---------------- | ----- | ------- |
| 1        | Rusev                | 12            | Hardy y Wyatt    | 0     | 30:28   |
| 2        | Finn Bálor           | 27            | Cena             | 4     | 57:38   |
| 3        | Rhyno                | 1             | Corbin           | 0     | 02:06   |
| 4        | Baron Corbin         | 2             | Bálor            | 1     | 01:06   |
| 5        | Heath Slater         | 4             | Wyatt            | 1     | 00:34   |
| 6        | Elias                | 15            | Cena             | 0     | 26:00   |
| 7        | Andrade "Cien" Almas | 18            | Orton            | 1     | 29:24   |
| 8        | Bray Wyatt           | 13            | Hardy            | 2     | 20:38   |
| 9        | Big E                | 8             | Mahal            | 0     | 14:14   |
| 10       | Sami Zayn            | 5             | Nakamura         | 0     | 06:57   |
| 11       | Sheamus              | 3             | Slater           | 0     | 00:02   |
| 12       | Xavier Woods         | 7             | Mahal            | 0     | 08:24   |
| 13       | Apollo Crews         | 6             | Cesaro           | 0     | 05:16   |
| 14       | Shinsuke Nakamura    | Ganador       | Ganador          | 3     | 44:38   |
| 15       | Cesaro               | 9             | Rollins          | 1     | 05:08   |
| 16       | Kofi Kingston        | 11            | Almas            | 1     | 05:41   |
| 17       | Jinder Mahal         | 10            | Kingston         | 2     | 03:48   |
| 18       | Seth Rollins         | 22            | Reigns           | 2     | 22:21   |
| 19       | Matt Hardy           | 14            | Wyatt            | 2     | 01:17   |
| 20       | John Cena            | 28            | Nakamura         | 3     | 29:14   |
| 21       | The Hurricane        | 16            | Cena             | 0     | 00:45   |
| 22       | Aiden English        | 17            | Bálor            | 0     | 02:16   |
| 23       | Adam Cole            | 19            | Mysterio         | 0     | 06:52   |
| 24       | Randy Orton          | 25            | Reigns           | 1     | 13:55   |
| 25       | Titus O'Neil         | 20            | Reigns           | 0     | 06:07   |
| 26       | The Miz              | 21            | Reigns y Rollins | 0     | 05:20   |
| 27       | Rey Mysterio         | 26            | Bálor            | 1     | 09:39   |
| 28       | Roman Reigns         | 29            | Nakamura         | 4     | 21:52   |
| 29       | Goldust              | 23            | Ziggler          | 0     | 02:43   |
| 30       | Dolph Ziggler        | 24            | Bálor            | 1     | 02:01   |

1. 
2. 

### Royal Rumble femenino

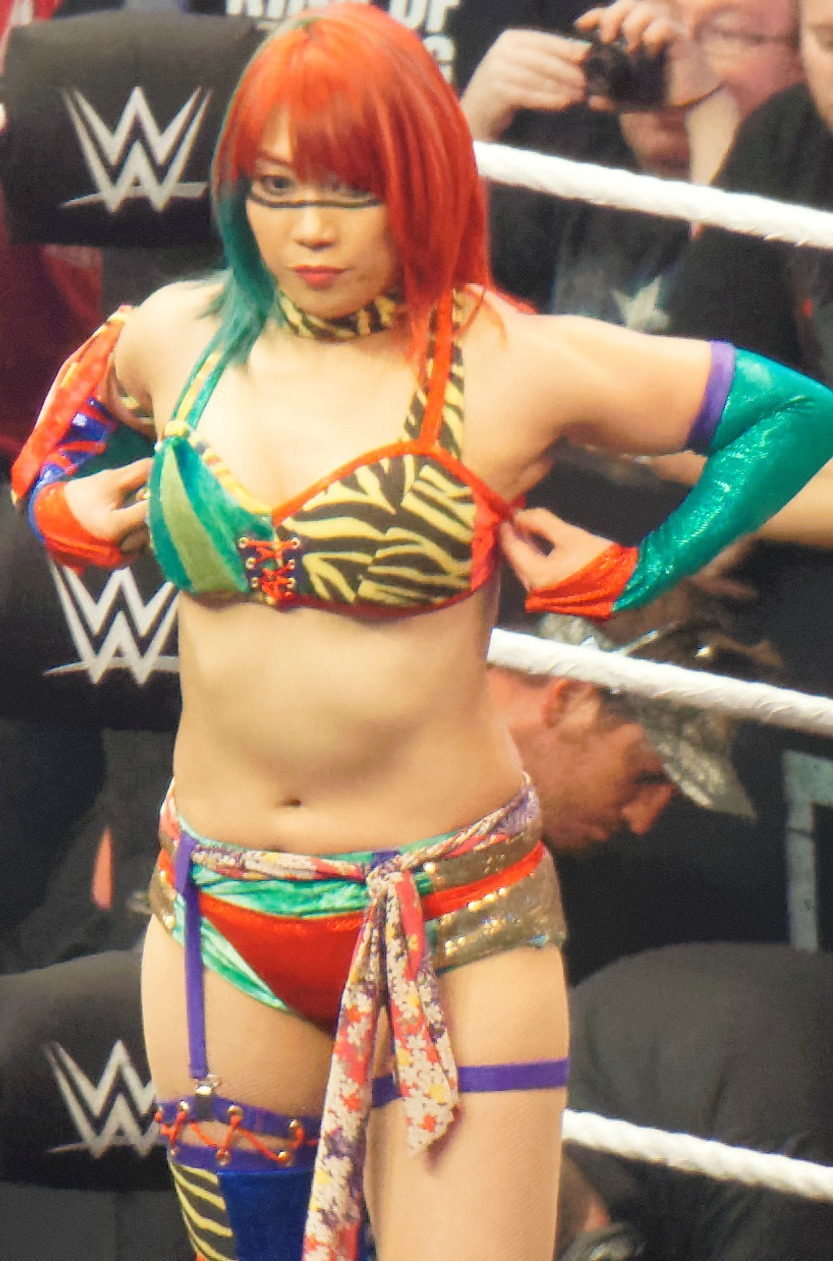
Asuka, ganadora del Royal Rumble 2018 femenino.

| Entradas | Entradas        | Eliminada por | Eliminada por                                 | Elim. | Tiempo |
| -------- | --------------- | ------------- | --------------------------------------------- | ----- | ------ |
| 1        | Sasha Banks     | 27            | Bella Twins                                   | 3     | 54:34  |
| 2        | Becky Lynch     | 14            | Riott                                         | 2     | 31:13  |
| 3        | Sarah Logan     | 7             | Holly                                         | 0     | 16:30  |
| 4        | Mandy Rose      | 1             | Lita                                          | 0     | 03:52  |
| 5        | Lita            | 3             | Lynch                                         | 2     | 05:51  |
| 6        | Kairi Sane      | 4             | Brooke                                        | 0     | 04:49  |
| 7        | Tamina          | 2             | Lita                                          | 0     | 01:34  |
| 8        | Dana Brooke     | 5             | Wilson                                        | 1     | 02:59  |
| 9        | Torrie Wilson   | 6             | Deville                                       | 1     | 03:04  |
| 10       | Sonya Deville   | 8             | McCool                                        | 1     | 06:41  |
| 11       | Liv Morgan      | 9             | McCool                                        | 0     | 05:12  |
| 12       | Molly Holly     | 10            | McCool                                        | 1     | 04:04  |
| 13       | Lana            | 11            | McCool                                        | 0     | 02:54  |
| 14       | Michelle McCool | 13            | Natalya                                       | 5     | 28:22  |
| 15       | Ruby Riott      | 17            | Jax                                           | 2     | 11:32  |
| 16       | Vickie Guerrero | 12            | Banks, Lynch, Riott y McCool                  | 0     | 00:57  |
| 17       | Carmella        | 21            | Nikki Bella                                   | 0     | 18:45  |
| 18       | Natalya         | 25            | Stratus                                       | 3     | 25:34  |
| 19       | Kelly Kelly     | 16            | Jax                                           | 0     | 05:02  |
| 20       | Naomi           | 18            | Jax                                           | 0     | 06:49  |
| 21       | Jacqueline      | 15            | Jax                                           | 0     | 01:52  |
| 22       | Nia Jax         | 23            | Bella Twins, Bayley, Natalya, Asuka y Stratus | 4     | 17:56  |
| 23       | Ember Moon      | 20            | Asuka                                         | 0     | 06:14  |
| 24       | Beth Phoenix    | 19            | Natalya                                       | 0     | 02:22  |
| 25       | Asuka           | Ganadora      | Ganadora                                      | 3     | 19:41  |
| 26       | Mickie James    | 22            | Stratus                                       | 0     | 08:24  |
| 27       | Nikki Bella     | 29            | Asuka                                         | 4     | 16:30  |
| 28       | Brie Bella      | 28            | Nikki Bella                                   | 2     | 11:58  |
| 29       | Bayley          | 24            | Banks                                         | 1     | 05:04  |
| 30       | Trish Stratus   | 26            | Banks                                         | 3     | 05:36  |